# Niederstetten
Niederstetten is een plaats in de Duitse deelstaat Baden-Württemberg, en maakt deel uit van het Main-Tauber-Kreis.
Niederstetten telt 4.800 inwoners.
Ahorn ·
Assamstadt ·
Bad Mergentheim ·
Boxberg ·
Creglingen ·
Freudenberg ·
Großrinderfeld ·
Grünsfeld ·
Igersheim ·
Königheim ·
Külsheim ·
Lauda-Königshofen ·
Niederstetten ·
Tauberbischofsheim ·
Weikersheim ·
Werbach ·
Wertheim ·
Wittighausen